# Balthasar Ableithner
Balthasar Ableithner (auch Ableitner oder Abendleyttner; * 1614 in Loferer (Miesbach); † 13. April 1705 in München) war ein bayerischer Bildhauer. Er gehört zu den bedeutendsten Bildhauern des Hochbarock und war Hofbildhauer am kurfürstlich bayerischen Hof. Zusammen mit Andreas Faistenberger gilt er als Wegbereiter der bayerischen Kunst in ihrem Prozess, sich von italienischen Vorbildern zu lösen und eine eigenständige Formensprache zu entwickeln.

## Leben
Geboren als Sohn des Miesbacher Zimmermanns Hans Ableitner, begann er als 13-Jähriger eine Lehre beim herzoglichen Hofbildhauer Christoph Angermair in München, in dessen Werkstatt er bis 1633 blieb.
Bereits 1633 von Herzog Albrecht VI. zum Hofbildhauer ernannt, stand er ab 1652/53 in Diensten des bayerischen Kurfürsten Ferdinand Maria. Wichtige Aufträge erhielt er auch von dessen Bruder Maximilian Philipp.
Zwischen 1635 und 1642 lernte Ableithner als Stipendiat den italienischen Barock kennen. Er hielt sich in Rom, eventuell auch in Venedig auf. 1644 erhielt Balthasar Ableitner die Meisterwürde und heiratete Barbara Steinmair, deren Vater fürstlicher Mundkoch war. Zwischen 1676 und 1680 bekleidete er das Viereramt der Münchner Bildhauerzunft.
Zu Ableithners Gesellen zählte Andreas Faistenberger, der nach seinem Studienaufenthalt in Italien ab 1668 bei ihm arbeitete. Ein weiterer Mitarbeiter war der Maler Johann Andreas Wolff. Ableithner schuf Holzskulpturen, Stuckfiguren, Silberarbeiten und Schnitzereien in Elfenbein. In seinem Œuvre zeigt sich die Entwicklung vom Manierismus zum kraftvollen bayerischen Hochbarock.
Ableithner starb 91-jährig in München und wurde im Friedhof von St. Salvator bestattet. Seine beiden Söhne Franz (1652–1728) und Johann Blasius (1650–1717) arbeiteten ebenfalls in München als Bildhauer. Ein prominentes Gemeinschaftswerk ist die Evangelistengruppe im Altarraum der Münchner Theatinerkirche.
Johann Blasius Ableithner hatte einige Jahre den herausgehobenen Rang als Hofbildhauer inne. Franz Ableithner war mit einer Tochter des Hofmalers Nikolaus Prugger verheiratet, und damit naher Verwandter der Gebrüder Asam.

## Werke
(soweit bekannt)
- Goldene Decke in der Münchner Residenz (zerstört)
- Monumentalfiguren St. Martinus und St. Castulus am Hochaltar in der Martinskirche in Landshut. Im Zuge der Regotisierung 1858 entfernt und vom Historischen Verein Landshut bewahrt. Heute an der Rückwand der ehemaligen Dominikanerklosterkirche in Landshut.
- Chorschranke in der Münchner Theatinerkirche, mit Monumentalfiguren der Evangelisten Markus, Lukas und Johannes (Matthäus wurde 1944 zerstört und 2017 durch eine neu gestaltete Figur ersetzt.)
- Statuen am Hochaltar von St. Peter in München
- Porträtbüsten der kurfürstlichen Familie

(zugeordnet)
- Stuckfiguren am Hochaltar (um 1686) der Klosterkirche St. Benedikt (Benediktbeuern)
- Kreuzigungsgruppe am Kalvarienberg Possenhofen
- Minerva des kurfürstlich-bayerischen Prunkschiffs Bucentaur, seit 2015 im Bayerischen Nationalmuseum ausgestellt.